# Nicolás Bustamante
Nicolás Bustamante Coronado (Lajas, Chota; 10 de septiembre de 1965) es un abogado peruano. Fue el ministro de Transportes y Comunicaciones del Perú, desde el 4 de marzo hasta el 22 de mayo de 2022, en el gobierno de Pedro Castillo.

## Biografía
Nicolás nació el 10 de septiembre de 1975, en ciudad peruana de Chota, capital de la provincia homónima. 
Estudió derecho, por la Universidad Católica Los Ángeles de Chimbote. Realizó una maestría en derecho, por la Universidad Nacional de Trujillo.
Se encuentra inscrito en el Colegio de Abogados de Lambayeque, desde 2006.
Inicio trabajando en el sector público desde el 2003 en la municipalidad provincial de Cutervo, luego trabajo en la municipalidad de Lajas. Laboro en la asesoría legar de la Municipalidad de Lima en 2016, en 2017 trabajo en la Sucamec para luego regresar en 2018 a la Municipalidad de Lima. 
En 2019 fue analista legal de la Municipalidad de Miraflores. En 2021 fue secretario general del MTC.

### Ministro de Estado
El 4 de marzo de 2022, fue nombrado y posesionado por el presidente Pedro Castillo, como Ministro de Transportes y Comunicaciones tras la renuncia del exministro Juan Silva. Mantuvo este cargo hasta el 22 de mayo del mismo año.

### Partido Todo con el Pueblo
En febrero del 2024, Pedro Castillo, a través de una carta desde el penal tras el intento de autogolpe de Estado, impulsó la creación del partido "Todo con el Pueblo" quedando Bustamante a cargo del proceso de los planillones para la recolección de firmas.